# Турбаза «Ладога»

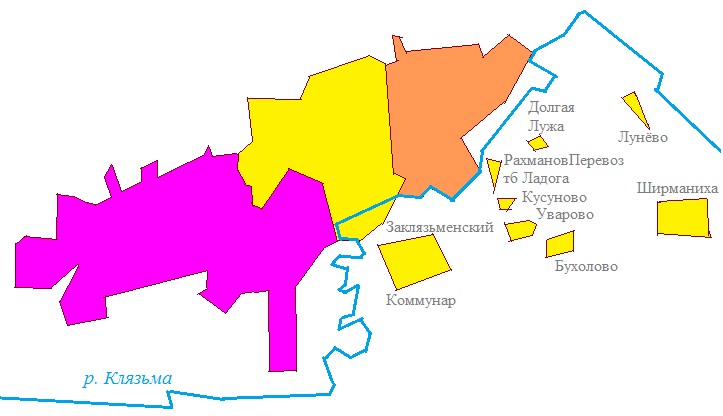
Турбаза «Ладога» на карте города Владимира с районами
Ленинский
Октябрьский
Фрунзенский

Турбаза «Ладога» — посёлок (микрорайон) в составе муниципального образования город Владимир Владимирской области России. Подчинён Октябрьскому району Владимира.

## История
Открыта в 1960-м году и называлась «Турбаза Ладога на Клязьме».
С 2004 по 2014 годы турбаза входила в состав сельского поселения турбаза «Ладога» Суздальского района Владимирской области

## География
Посёлок расположен в 10,9 км от города Владимира у оз. Рахмановская Старица (заводь Рахмановская) и р. Клязьма.
Улица одна — Сосновая.

## Природа
Участок заводи Рахмановская по правому берегу в районе турбазы «Ладога», 277—279 км площадью 15 га является нерестовым участком
Среди бабочек водится виды Тонкопряд хмелевый — Hepialus humuli (Linnaeus, 1758), Белянка крушинная — Gonepterix rhamni (Linnaeus, 1758), Воловий глаз — Maniola jurtina (Linnaeus, 1758), Бархатница Гиперант — Aphantopus hyperanthus (Linnaeus, 1758), Нимфа крапивы — Aglais urticae (Linnaeus, 1758), Перламутровка лесная — Argynnis paphia (Linnaeus, 1758), Пестрокрыльница изменчивая — Araschnia levana (Linnaeus, 1758), Хвостатка сливовая — Nordmannia pruni (Linnaeus, 1758).

## Население
| 2002 | 2010 | 2021 |
| ---- | ---- | ---- |
| 101  | ↗198 | ↗335 |

## Инфраструктура
Дети из посёлка закреплены за тремя МБДОУ г. Владимира: «Детский сад № 120 общеразвивающего вида с приоритетным осуществлением деятельности по художественноэстетическому направлению развития детей», «Центр
развития ребёнка — детский сад № 7» и "Детский сад № 104 «Сосенка»

## Транспорт
Ходят автобусные маршруты №13 «Торговый комплекс Тандем/Центральный рынок — Храм Иоакима и Анны» №56 «Центральный рынок — Турбаза Ладога».